# Wilhelm Heerde
Wilhelm Heerde (ur. 21 września 1898 w Prudniku, zm. 23 października 1991 w Evessen) – niemiecki rzeźbiarz i polityk, poseł do Reichstagu z ramienia NSDAP, członek SA, dyrektor Staatliche Kunstgewerbeschule Krakau.

## Życiorys
Urodził się w Prudniku na Górnym Śląsku. Uczęszczał do szkół w Wartenbergu w Prusach Wschodnich oraz w Smołdzińskim Lesie, a następnie do gimnazjum humanistycznego w Akwizgranie oraz do gimnazjów w Koronowie i Schwedt. W maju 1915 Heerde zgłosił się na ochotnika do 53 Pułku Artylerii Polowej w Bydgoszczy, z którym wziął udział w I wojnie światowej. W czasie wojny, podczas której walczył w Rosji i we Francji, był dwukrotnie raniony. Został odznaczony Krzyżem Żelaznym II klasy i Odznaką za Rany.
Od stycznia do listopada 1919 Heerde należał do Freikorpsu (Freiwilliges Landesjägerkorps i Gwardyjska Dywizja Strzelców Konnych), z którym brał udział w tłumieniu powstania Związku Spartakusa w Berlinie, Halle i Brunszwiku. W latach 1921–1922 zajmował się rolnictwem w prowincjach Śląsk i Saksonia. Od 1922 do 1927 studiował przez dziesięć semestrów malarstwo i rzeźbiarstwo w Kilonii, w Bauhausie w Weimarze oraz we Wrocławiu. Odbył podróże studyjne do Holandii i Włoch. Następnie pracował jako praktykujący artysta w pracowniach malarskich i rzeźbiarskich.
Został członkiem NSDAP w lutym 1927 (numer członkowski 56,403). W lipcu 1929 Heerde wstąpił również do Sturmabteilung (SA), gdzie w marcu 1934 roku osiągnął stopień Brigadeführera.
W wyborach parlamentarnych w 1932 Heerde został wybrany na posła do Reichstagu z ramienia NSDAP w okręgu wyborczym nr 7 (Breslau). W wyborach w marcu 1933 nie udało mu się utrzymać mandatu. W międzyczasie był członkiem pruskiego Landtagu. W listopadzie 1933 roku Heerde ponownie uzyskał mandat posła do Reichstagu z okręgu wyborczego nr 7. Od marca 1936 reprezentował okręg wyborczy nr 8 (Liegnitz). Posłem pozostał nieprzerwanie do końca dyktatury narodowosocjalistycznej w maju 1945.
Do lipca 1935 Heerde dowodził 20 Brygadą SA (Breslau). W lipcu 1935 został postawiony na czele 19 Brygady SA (Görlitz). Po poważnym wypadku samochodowym, 1 sierpnia 1938 przeszedł na emeryturę z pełnoetatowej służby w SA, po czym ponownie pracował jako rzeźbiarz.
30 stycznia 1938 Heerde został odznaczony Złotą Odznaką NSDAP. W marcu 1941 został mianowany dyrektorem Państwowej Szkoły Rzemiosła Artystycznego w Krakowie (Staatliche Kunstgewerbeschule Krakau) w Generalnym Gubernatorstwie. Mimo wysokich funkcji partyjnych postawa Heerdego do dziś budzi kontrowersje, gdyż oprócz polskich wykładowców zaangażował on artystów niemieckich spoza oficjalnego nurtu sztuki propagandowej, rzeźbiarzy: Roberta Bednorza, związanego z Bauhausem Waltera Merssmanna oraz Otto Beckmanna. Podjął także starania o zatrudnienie szykanowanego przez nazistów modernistycznego architekta Heinricha Lauterbacha, co ostatecznie nie doszło do skutku przed likwidacją szkoły. Wobec zaostrzenia polityki w krajach okupowanych od stycznia roku 1943 rozpoczęto zamykanie poszczególnych wydziałów szkoły, która została zlikwidowana 31 marca 1943, dwa miesiące po klęsce stalingradzkiej. Heerde przeniósł się do Wiednia. Stamtąd we wrześniu 1943 wyjechał do Radeburga.
Brak informacji o przejściu przez niego procesu denazyfikacji.

## Odznaczenia
- Krzyż Żelazny II klasy
- Czarna Odznaka za Rany
- Odznaka Złota Partii